# Raion d'Edineț

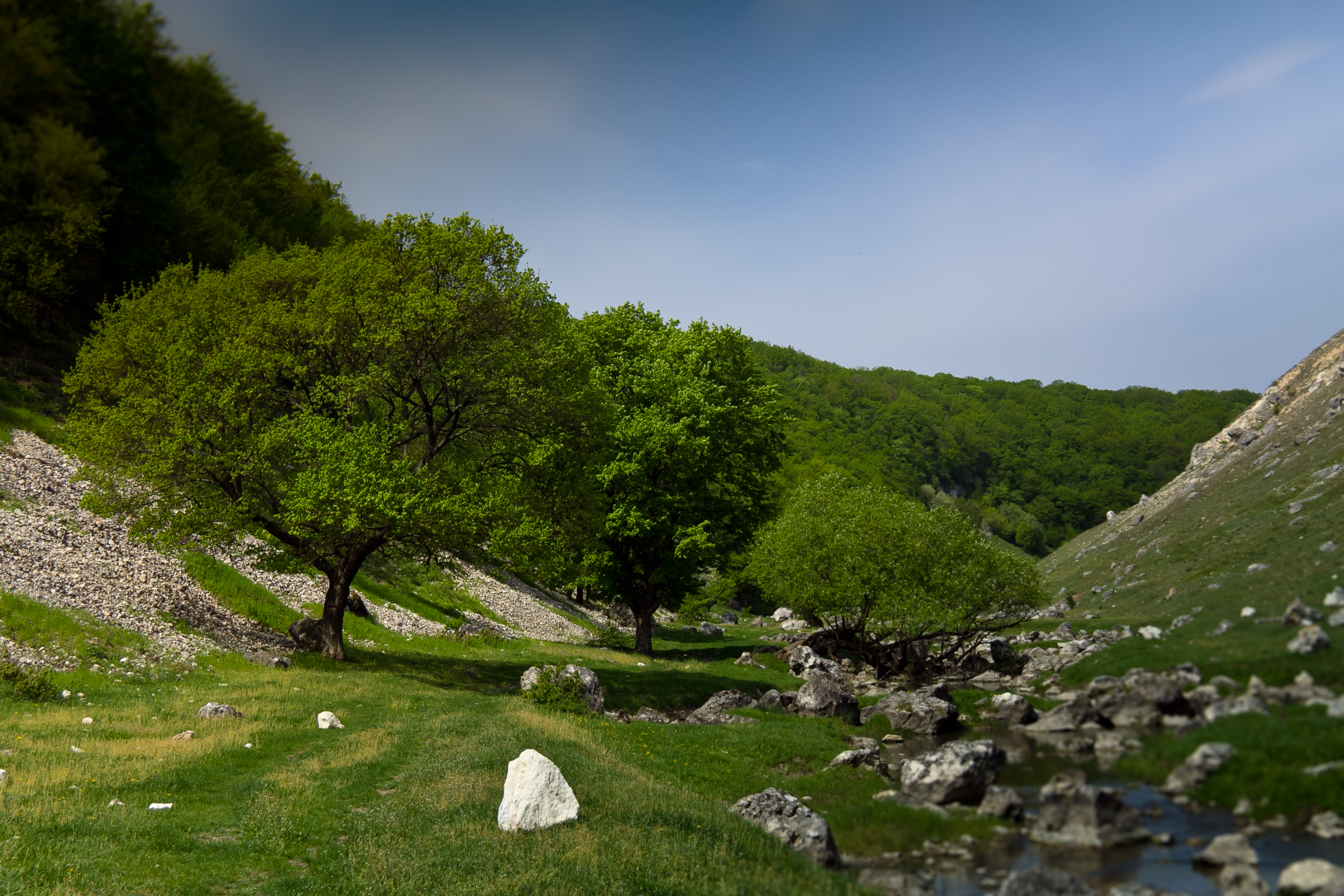
Burlănești Defile, une formation géologique dans le raion d'Edinet. Photo avril 2016.

Le raion d'Edineț est un raion de la république de Moldavie, dont le chef-lieu est Edineț. En 2014, sa population était de 71 849 habitants.
Cupcini est une autre ville importante du raion.

## Démographie
| Groupe ethnique      | %    |
| -------------------- | ---- |
| Moldaves et Roumains | 75,8 |
| Ukrainiens           | 17,5 |
| Russes               | 5,4  |
| Roms                 | 0,9  |
| Autres               | 0,3  |
| Bulgares             | 0,1  |
| Gagaouzes            | 0,1  |

## Religions
- 91,0 % de la population du raïon est chrétienne, dont une grande partie est orthodoxe.
- 1,7 % de la population est athée ou sans religion.